# Montée Vélocio
 (décembre 2020).
Si vous disposez d'ouvrages ou d'articles de référence ou si vous connaissez des sites web de qualité traitant du thème abordé ici, merci de compléter l'article en donnant les références utiles à sa vérifiabilité et en les liant à la section « Notes et références ».
La montée Vélocio, ou journée Vélocio, est une épreuve cycliste de côte ayant lieu chaque année au mois de juin avec la montée du col de la République dans le massif du Pilat, près de Saint-Étienne. Elle est nommée en hommage à une figure emblématique du cyclotourisme français, Paul de Vivie (1853-1930), surnommé Vélocio. L'épreuve s'est courue pour la première fois en 1922.
Chaque édition rassemble une moyenne de 800 participants, et de nombreux bénévoles. La montée s'effectue en mode randonnée libre ou chronométrée
Quelques autres courses associées ont également lieu le même jour dans cette partie du parc naturel du Pilat : une montée VTT rando ou chrono (depuis 2018), une course pour enfants des écoles de vélo au départ de Planfoy, une montée « rétro » en tenue et cycles d’époque et une montée « VIP » avec des élus ou encore quelques personnalités.

## Histoire
Lorsque Albert Raimond, Jean-Frédéric Boudet et Jules Barellon créent en 1922, avec la bénédiction de Paul de Vivie la journée Vélocio, les bicyclettes pèsent encore entre 15 et 22 kg. Le 11 juin de cette année, ils sont 163 partants sur le pont du ruisseau Le Furens. Selon la formule la seule chose importante est de participer : le temps et les catégories ne sont là qu'à titre indicatif. Le meilleur temps est réalisé par Guitay en 38 minutes 25. Dans la catégorie 60/70 ans c'est de Vivie lui-même qui réalise le meilleur chrono, en 58 minutes 40.
D'année en année, même après la mort de Paul de Vivie en 1930, le succès de la journée ne fait que croître. En 1949 on dépasse les 900 engagés, tandis que le record date de 1981, où on compte pas moins de 3 756 arrivants dont de nombreux étrangers.
La course, un temps décalée à la fin juin, a de nouveau été programmée au début du mois pour ne pas concurrencer  l'Ardéchoise. La manifestation se déroule donc le premier ou deuxième dimanche de juin et est ouverte à tous les amateurs de cyclisme, licenciés ou non. La montée est libre ou chronométrée et donne lieu à un classement qui reste toutefois symbolique, aucune récompense n'étant distribuée à part des cadeaux souvenirs.
Elle est organisée par le comité Vélocio Saint-Étienne 42, affilié FFC et FFVélo. La montée se déroule sur la route départementale 1082, exceptionnellement fermée à la circulation durant une matinée.

## Le parcours historiqueMontée Vélocio Route

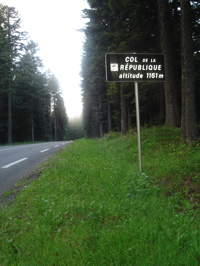
Le col du Grand Bois ou col de la République

Les concurrents s'élancent du « rond-point Vélocio », au début de la rue Paul-de-Vivie, à Saint-Étienne et de la route départementale (ex nationale) à une altitude de 596 mètres et montent jusqu'au col de la République à une altitude de 1 161 mètres, roulant sur une distance de 12,778 kilomètres. Le parcours représente donc un dénivelé total de 565 mètres avec une pente moyenne de 4,5 % mais qui cache de grandes disparités (moyenne de 8 % pour les kilomètres 3 et 4 tandis que la route est en faux plat de 2 kilomètres au lieu-dit La République).
Les participants doivent présenter un certificat médical ou une licence FFC uniquement pour la montée chronométrée. Le port du casque est obligatoire.

## Les montées Vélocio Tout Terrain
En 2017, Paul Barlas, co-président, propose à Thierry Dalmolin (membre du Comité FFC de la Loire) la création d'une Vélocio Tout Terrain. Une équipe se forme pour plusieurs reconnaissances de parcours avec Bruno Pin, Aldo Dizio, Stéphanie Joubert, Marine Joubert, Thomas Granger et Jérome Vernet.
Ainsi depuis 2018, le comité propose une montée VTT de 20 km D+900 à parcourir en mode randonnée ou chronométrée. La pente des premiers kilomètres va de 15 à 18 %.
Ces traces empruntent les pistes forestières de Saint-Étienne, Planfoy, la République. Seul le retour  est non balisée, à la convenance de chacun, conformément au principe de la montée vélo. La trace GPS conseillée pour le retour emprunte le GR42.

## Les différentes catégories
Les résultats sont établis par catégorie d'âge et par sexe :
- 16/21 ans (les moins de 18 ans doivent présenter une autorisation parentale)
- 22/25 ans
- 26/30 ans
- 31/35 ans
- 36/40 ans
- 41/45 ans
- 46/50 ans
- 51/55 ans
- 56/60 ans
- 61/65 ans
- 66/70 ans
- 71/80 ans
- 81 ans et plus.

Des séries spéciales existent par ailleurs :
- Tandem
- Handisport, tous modes pour la route et joëlettes pour la montée vtt
- Folklo (déguisé)
- Le Vélocio des jeunes, réservé aux jeunes de 8 à 12 ans. Créée en 1999 pour permettre aux plus jeunes de participer, mais avec un parcours raccourci : les jeunes s'élancent de la commune de Planfoy pour un parcours de 8 kilomètres et un dénivelé de 196 mètres.

## Records
Le record de participation date de l'édition 1981 avec 3 756 participants. Le record de la montée est détenu chez les hommes par Cédric Richard en 27 minutes et 9 secondes en 2021 et chez les femmes par Marjolaine Bazin en 33 minutes et 33 secondes en 2018.[réf. nécessaire]

## Les éditions
2007
Le vent souffle assez fort pour cette édition et les participants réalisent pour la plupart des temps de 2 à 3 minutes au-dessus de leur performance moyenne. 585 participants. Nicolas Racodon réalise le meilleur temps en 29 min 55 s et devance Guillaume Tempère (30 min 10 s) et Cédric Bonnefoy (31 min 43 s).
2008
La course a lieu le dimanche 8 juin. Le froid (7 °C au sommet), la pluie et le brouillard découragent nombre d'engagés et ils sont moins de 300 à l'arrivée. Le vainqueur est Guillaume Tempère en 29 minutes 11 secondes, devant Laurent Marcon (30 min 38 s) et Philippe Moreau (32 min 04 s).
2009
Plus de 500 participants au départ pour la 84e édition. Avec un vent de face, l'Anglais Andrew Jackson (Acycles.fr) devance Johnathan Rosenbrier (ECSEL) d'une seconde et remporte cette montée chronométrée en 27 minutes 47 secondes. Guillaume Tempère, vainqueur l'année précédente, complète le podium en 29 minutes 51 secondes. Florence Doney gagne chez les femmes.
2010
Pour la 2e année consécutive, cette édition sera marquée par un vent de face. Philippe Moreau réalise le meilleur temps en 30 minutes 31 secondes.
2011
Le dimanche 19 juin s'élance la 86e édition avec 341 participants. Le niveau est particulièrement élevé cette année puisque 5 participants, dont plusieurs équipés de vélo de contre-la-montre, descendent en dessous des 30 minutes. La victoire revient de nouveau à Philippe Moreau du vélo club de Mions (région lyonnaise), en 28 minutes 29 secondes ; il devance ainsi Guillaume Tempère (28 min 33 s) et Jean-Baptiste Pinçon (28 min 42 s).
2012
588 participants dont 310 à la montée chronométrée pour cette édition.
Guillaume Tempère réalise le meilleur chrono en 28 minutes 35 s et précède Emmanuel Meyssat (29 min 43 s) et Félix Delolme (30 min 29 s).
2013
Lors de cette 88e édition, le 9 juin, 768 participants ont bravé soit le Col de la République. Les meilleurs temps au scratch ont été réalisés par Philippe Moreau avec 28,44 minutes et Pascale Vollerin avec 41,46 minutes. Pour la 15e Vélocio enfants, 41 jeunes à partir de sept ans et accompagnés d'un adulte ont parcouru les 6,8 km de Planfoy au col de la République.
2014
Toutes les épreuves seront regroupées sur une seule journée le 8 juin 2014, avec un village animation à Saint-Genest-Malifaux, un partenariat avec le Musée d'Art et d'Industrie de Saint-Étienne section cycles, des démonstrations de grand bi, de cycle balle et une possibilité de repas. Une montée spéciale vélos à assistance électrique est organisée. Le parrain de l'épreuve, Robert Marchand, alors 103 ans et double recordman du monde cycliste dans sa catégorie d'âge, est présent pour la deuxième fois.
2015
Le 7 juin 2015 se déroule la 90e édition sur le site des 3 Croix (600 m après le col de la République)[Quoi ?].
2016
La 91e édition se déroule le dimanche 5 juin 2016.
2017
La 92e édition se déroule le 25 juin 2017
2018
Le 3 juin, pour la première fois, la 93e édition propose en plus de la traditionnelle montée route, un parcours VTT de 36 km et 1 025 mètres de dénivelé positif.
Une équipe se forme pour plusieurs reconnaissances du parcours, Bruno Pin, Aldo Dizio, Stéphanie Joubert, Marine Joubert, Thomas Granger, Jérôme Vernet et Thierry Dalmolin (membre du Comité FFC de la Loire est le traceur pour le comité Vélocio).
Cette trace emprunte les pistes forestières de Saint-Étienne, de Planfoy et de la République. Le dénivelé positif reste le principal défi de cette première Montée Vélocio Tout Terrain.

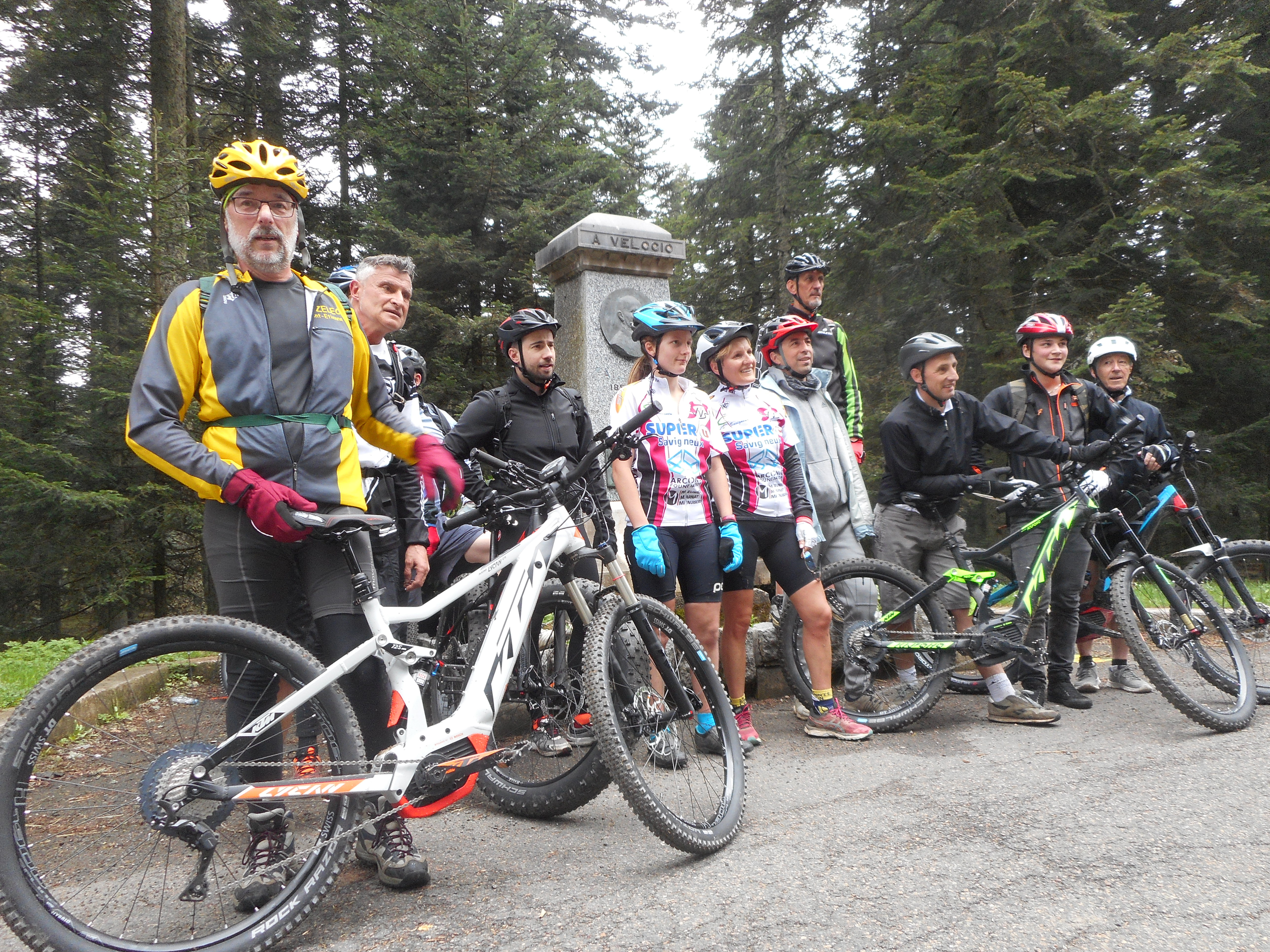
L'équipe de reconnaissance du circuit VTT 2018.
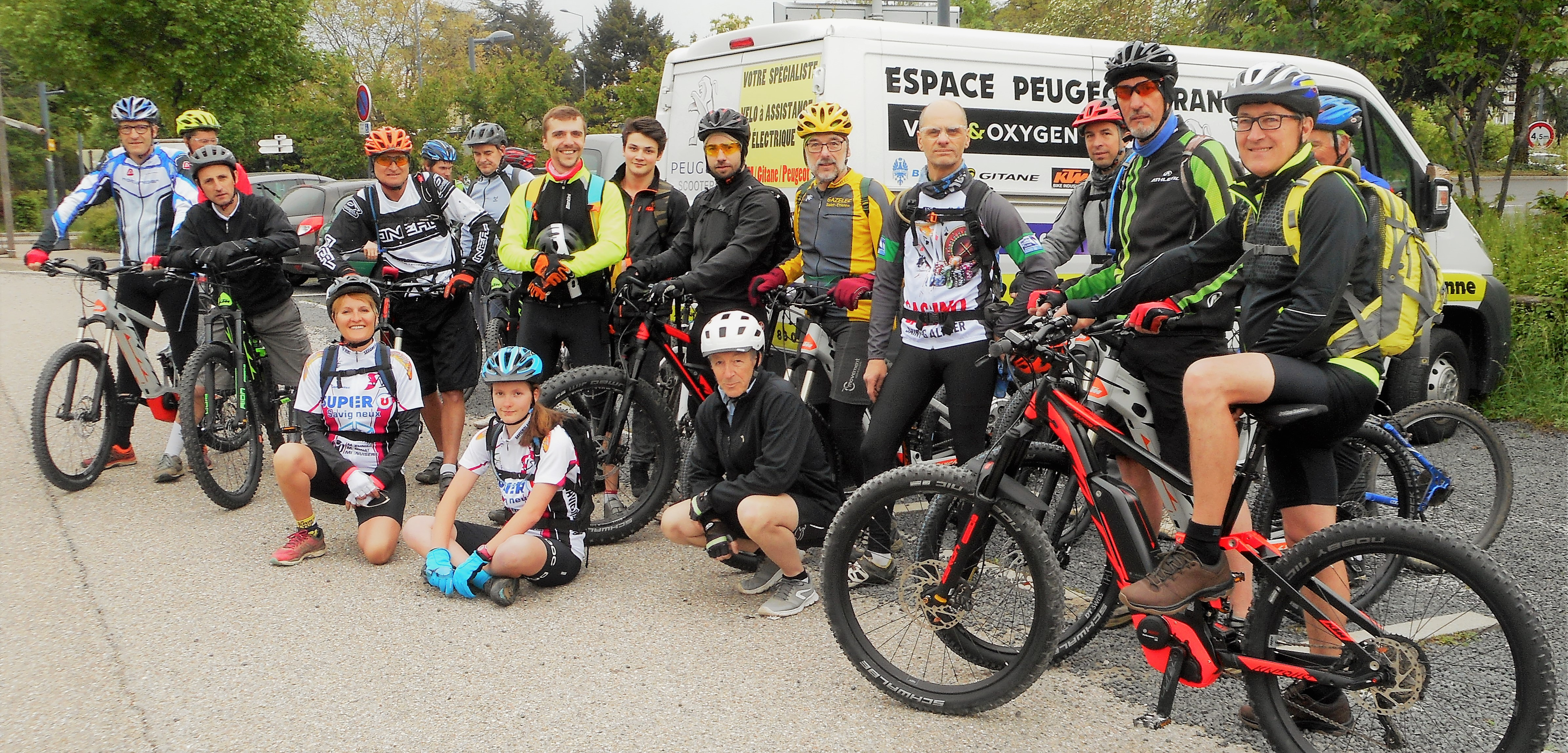
Les pionniers.
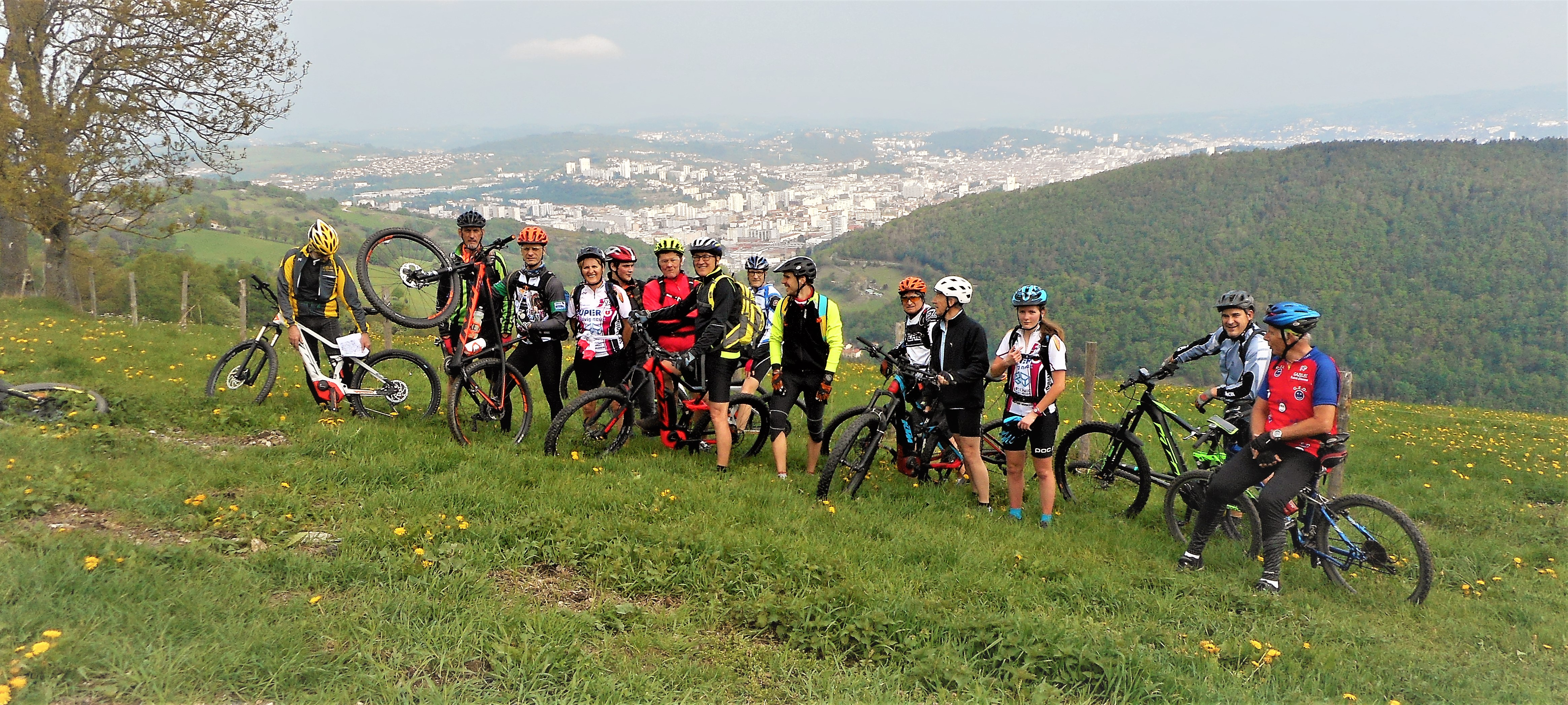
Panorama sur Saint-Étienne.
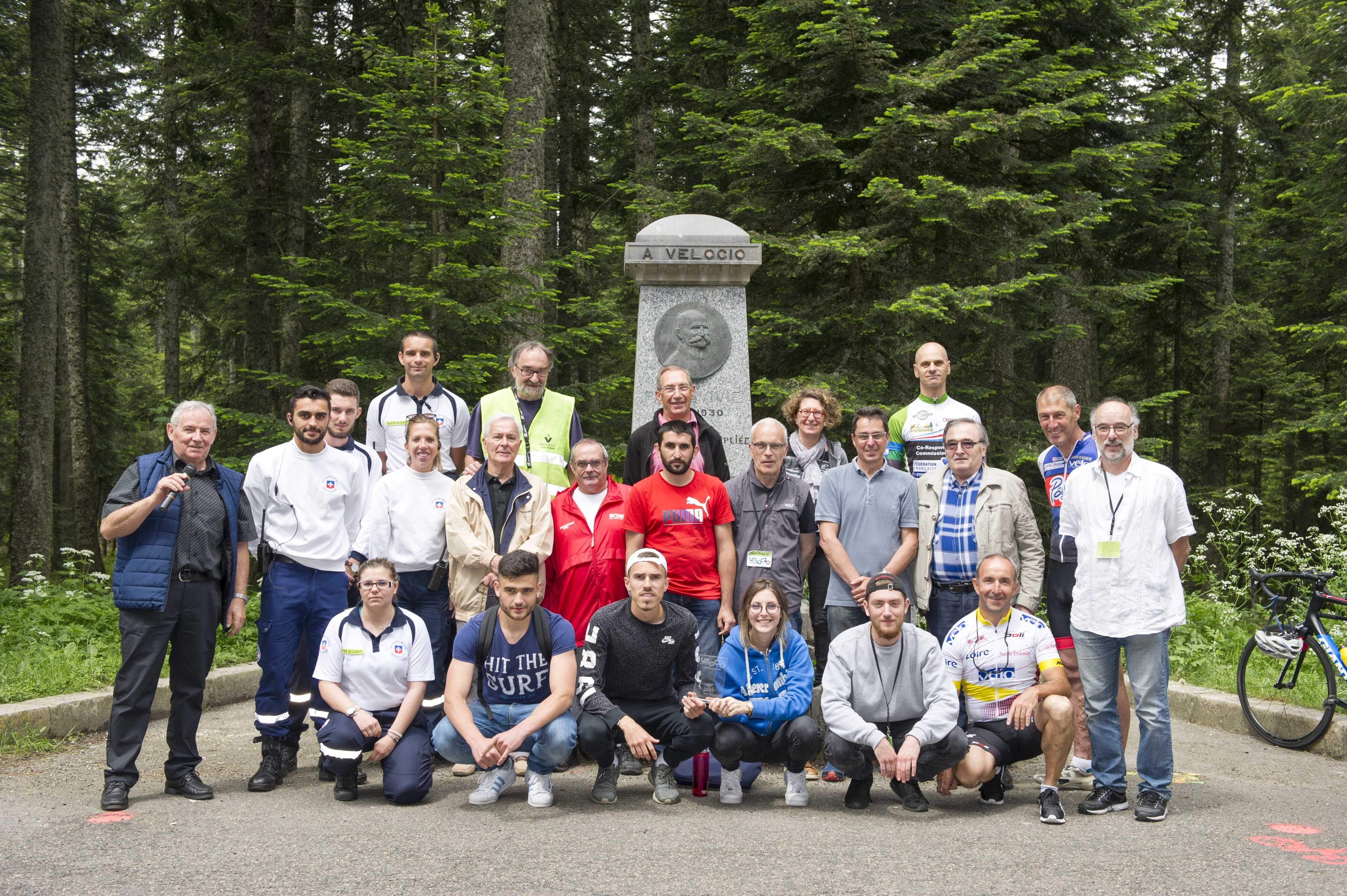
Les organisateurs de l'édition 2018 devant le monument à Vélocio au col de la République.

La course accueille 700 participants dont 273 sur les montées chronométrées, 93 sur la Vélocio Tout Terrain, 55 enfants sur la Vélocio Enfants, avec 45 accompagnateurs. Le record féminin datant de 2016 en 34’42 est battu. Marjolaine Bazin gravit le col de la République en 33’33 et termine  11e au classement général. Le meilleur temps masculin de cette édition 2018 est réalisé par Serge Mayet en 29’53.
2019

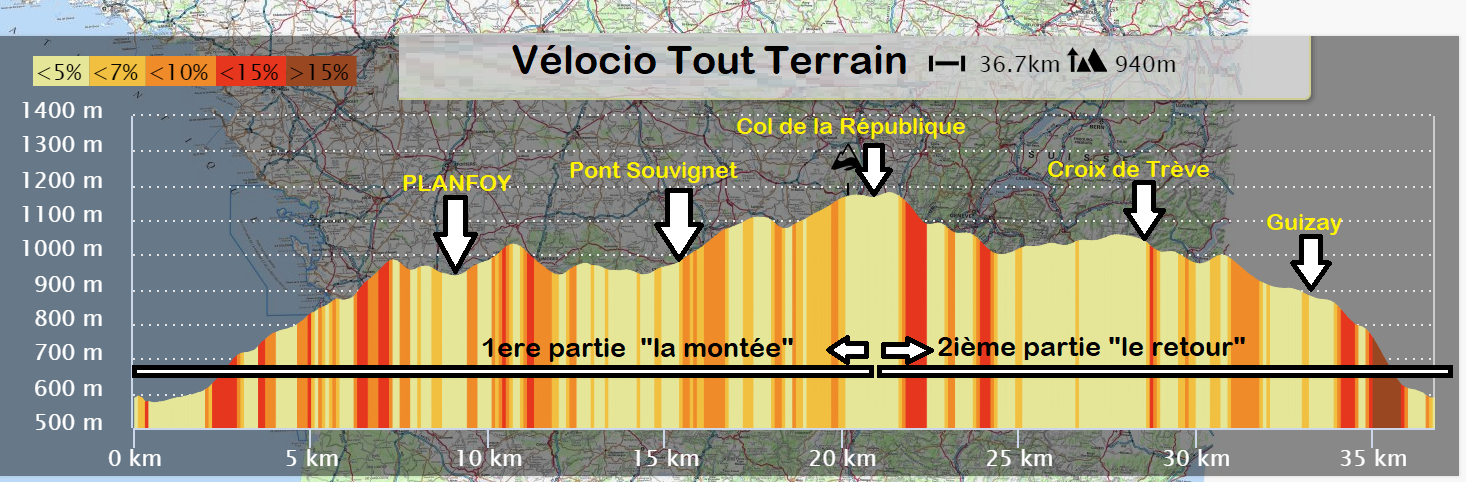
Dénivelé vélocio VTT 2019

Le 9 juin, la 94e Montée Vélocio et la 2e Vélocio Tout Terrain se déroulent sous une  pluie forte et froide. Avec seulement 375 participants, l'édition n'a pas eu le succès espéré. Les meilleurs temps sont obtenus par Mathilde Giraud, Nicolas Peyron et en catégorie enfant par Mattéo-Estéban Rozwadowski.
2020
L'édition prévue le 7 juin est annulée en raison de la pandémie de Covid-19.
2021
Lors de la 95e édition de la montée Vélocio, le 6 juin 2021, Camille Bacquenois s'impose chez les femmes en 38 minutes 39 et Cédric Richard chez les hommes en 27 minutes 09. Lors de cette édition, le  col de la République devient le premier col de plus de 1 000 m franchi en Vélivert, les vélos en libre service de Saint-Étienne Métropole. Yannick Vérot est le premier à franchir la ligne d'arrivée au guidon de ce type de vélo en 1 h 15 min 20 s, suivi de près par Nicolas Hénault en 1 h 15 min 23 s. Victor Vérot vient compléter ce podium en 1 h 16 min 6 s.
2022
Cette édition fête, jour pour jour, les 100 ans de la montée Vélocio. Mathilde Giraud remporte le classement féminin en 38 minutes 55 et Clément Cambier le classement masculin en 28 minutes 58, il devance Cédric Bernard de seulement 2 secondes. La Vélocio VTT se transforme en tour de St Étienne 
2023
Cette édition a lieu le 11 juin 2023.
2024
L'édition a eu lieu le 9 juin avec comme nouveauté la montée VTT chronométrée ou en mode randonnée.